# 東前橋駅
東前橋駅（ひがしまえばしえき）は、群馬県前橋市上大島町にあった日本国有鉄道両毛線の駅である。

## 歴史
- 1955年（昭和30年）9月3日：開業[1]。気動車の旅客のみを取り扱う駅員無配置駅[2]。
- 1967年（昭和42年）9月1日：休止[1]。
- 1968年（昭和43年）8月8日：前橋 - 駒形間が複線となる。
- 1987年（昭和62年）4月1日：廃止[1]。

## 駅構造
単式ホーム1面1線の地上駅であった。

## 駅周辺
- 愛宕神社
- ダスキン上大島支店

ダスキンの近くの線路脇（踏切の横）が空き地になっているが、これが東前橋駅の跡である。

## 隣の駅
日本国有鉄道
両毛線
前橋駅 - 東前橋駅 - 駒形駅